# Ecce Homo (obraz Bartolomé Estebana Murilla)
Ecce Homo (pol. Oto Człowiek) – powstały w 2. poł. XVII w. obraz autorstwa hiszpańskiego barokowego malarza Bartolomé Estebana Murilla.
Obraz znajduje się w kolekcji Muzeum Sztuki (The Kress Collection) w El Paso w Stanach Zjednoczonych.

## Opis
Murillo i najprawdopodobniej któryś z jego uczniów przedstawili na obrazie Chrystusa w scenie wyśmiania opisanej w Nowym Testamencie. Jezus ma na głowie koronę z cierni, na ramieniu przerzucony czerwony płaszcz, w związanych dłoniach trzyma trzcinę. Motyw Ecce homo jest znanym tematem w sztuce chrześcijańskiej. Po ten motyw sięgali m.in. Caravaggio, Andrea Mantegna, a na gruncie polskim Adam Chmielowski.